# Światowy Dzień Nauki dla Pokoju i Rozwoju
Światowy Dzień Nauki dla Pokoju i Rozwoju (ang. World Science Day for Peace and Development, WSDPD) – coroczne święto obchodzone 10 listopada przez państwa ONZ, ustanowione na Konferencji Generalnej Organizacji Narodów Zjednoczonych do Spraw Oświaty, Nauki i Kultury w 2001 roku (Uchwała 31C/20), podkreślające zaangażowanie UNESCO w rozwój i propagowanie nauki oraz realizację podjętych przez nią zobowiązań na Światowej Konferencji na rzecz Nauki (Budapeszt 1999).
Celem obchodów jest:
- podniesienie świadomości na temat roli nauki w pokojowym społeczeństwie,
- solidarność we wspieraniu krajowej i międzynarodowej nauki w poszczególnych krajach,
- krajowe i międzynarodowe zaangażowanie w przekazywaniu zdobytej wiedzy na rzecz społeczeństwa,
- zwrócenie uwagi na wyzwania stojące przed nauką i zwiększenie wsparcia dla osiągnięć naukowych.

Przesłanie Światowego Dnia Nauki nawiązuje także do zaangażowania UNESCO w rozwój międzynarodowej współpracy i wymiany naukowej, jako ważnego elementu promowania pokojowego i zrównoważonego rozwoju społecznego.

## Tematyka obchodów
| Rok  | Hasło w języku polskim                                         | Hasło w języku angielskim                                     |
| ---- | -------------------------------------------------------------- | ------------------------------------------------------------- |
| 2007 | Inwestowanie w naukę – inwestycją w przyszłość                 | Investing in education - an investment in future              |
| 2010 | Nauka na rzecz zbliżenia narodów i kultur                      | Science for the rapprochement of peoples and cultures         |
| 2011 | W kierunku zielonego społeczeństwa: równość, otwartość, udział | Towards green societies: equity, inclusiveness, participation |

## Światowy tydzień
Tydzień, w którym przypada 11 listopada, Zgromadzenie Ogólne ONZ obserwowało Światowy Tydzień Nauki i Pokoju organizowany w 1986 roku podczas ogłoszonego przez siebie Międzynarodowego Roku Pokoju. Rezolucja 43/61 z grudnia 1988 wprowadziła go do corocznych obchodów ONZ w celu promowania pokoju na świecie w ciągu całego roku kalendarzowego.